# Drust II
Drest Gurthinmoch était le roi des Pictes vers 484 à 514 .

D'après la liste des rois des Chroniques Pictes, il a régné pendant trente ans, entre Nechtan Ier des Pictes et Galan. La signification de l'épithète Gurthinmoch est inconnue, mais sa première partie pourrait s'expliquer par le Gallois gwrdd, signifiant le Grand.
Il convient de souligner que le long règne de ce souverain, sur lequel nous n'avons aucun élément, correspond selon la reconstitution chronologique, à la période traditionnellement assignée à l'implantation des scots et à l'établissement du royaume de Dalriada sur la côte ouest de l'Écosse par les Annales irlandaises.